# Karol Miarka (starszy)

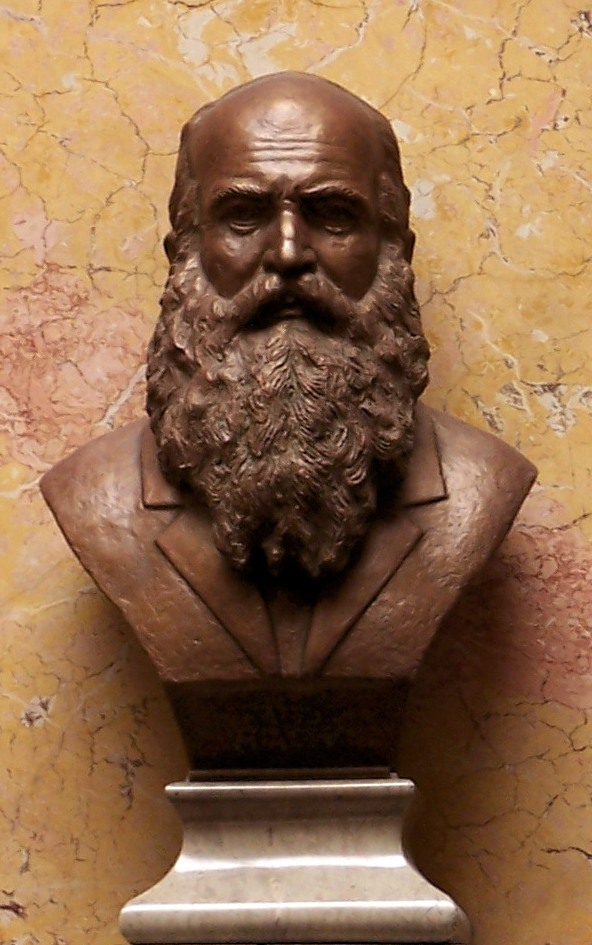
Karol Miarka – popiersie w sali obrad Sejmu Śląskiego.

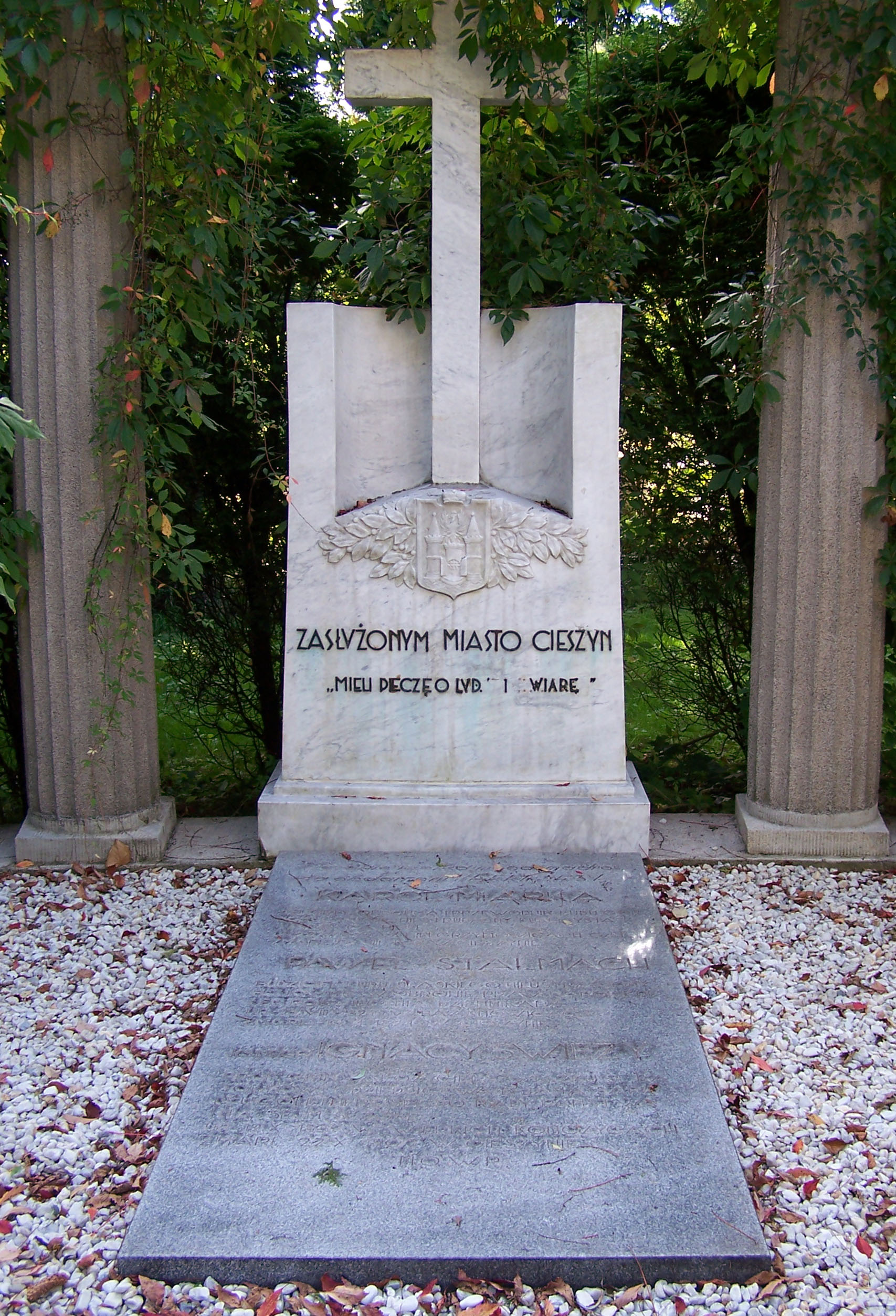
Grób Karola Miarki, Pawła Stalmacha i Ignacego Świeżego na Cmentarzu Komunalnym w Cieszynie

Karol Miarka zwany Starszym lub Ojcem (ur. 22 października 1825 w Pielgrzymowicach, zm. 15 sierpnia 1882 w Cieszynie) – polski działacz społeczny na Górnym Śląsku, nauczyciel, pisarz, publicysta i drukarz. Inicjator utworzenia i organizator wielu polskich organizacji społecznych oraz gospodarczych.

## Życiorys
Syn Antoniego, nauczyciela, i Karoliny z Borówków. Ojciec Karola zwanego młodszym – śląskiego pisarza, publicysty oraz wydawcy.
Początkowo uczył się w szkole ojca w Pielgrzymowicach, później w gimnazjach w Pszczynie i Gliwicach. W 1846 r. ukończył Królewsko-Katolickie Seminarium Nauczycielskie w Głogówku, po którego ukończeniu był nauczycielem ludowym w Lędzinach, Urbanowicach, Piotrowicach. Od 1850 r. pełnił funkcję nauczyciela w Pielgrzymowicach. Był także organistą, następnie pisarzem gminnym i sędzią polubownym.
Na ukształtowanie świadomości Miarki wywarł pewien wpływ Bernard Bogedain, rzecznik nauki języka polskiego wśród Polaków na Śląsku, którego poznał w 1853 roku w czasie jego wizytacji w szkole pielgrzymowickiej. Duży wpływ na Miarkę mieli także Paweł Stalmach oraz Józef Chociszewski, korektorzy jego debiutanckiej powieści o początkach chrześcijaństwa na Górnym Śląsku „Klemensowa Górka”.
W latach 1861–1868 współpracował z czasopismem „Gwiazdka Cieszyńska”. Był czynnym organizatorem górnośląskiego ruchu społecznego i kulturalnego, przyczynił się znacznie do nawiązania kontaktów  Śląska z innymi dzielnicami Polski. Korespondował z polskim pisarzem Józefem Kraszewskim oraz utrzymywał kontakty z Władysławem Bełzą. W latach 1868–1869 redagował czasopisma „Zwiastun Górnośląski”, a następnie w Królewskiej Hucie (dzisiejszym Chorzowie) wydawał „Katolika” (1869-80), jedno z ważniejszych pism walczących o polskość ludu górnośląskiego. Założył nakładową Księgarnię Katolicką, w 1870 zainicjował serię Biblioteka Katolicka, wydawał kalendarze; powołał stowarzyszenie „Kasyno Katolickie”, w którym od 1870 r. organizował amatorskie spotkania teatralne, Kółko Katolickie, Spółkę Poczciwych Wiarusów, Górnośląskie Towarzystwo Kredytowe Włościan w Mikołowie i inne. Związany z niemiecką partią Centrum, przeciwstawiał się polityce kulturkampfu i germanizacji, za co był prześladowany i kilkakrotnie więziony. W ciągu 10 lat wytoczono mu 16 procesów, w wyniku których skazywano go na więzienie lub kary finansowe.
W latach 1875–1880 kontynuował działalność w Mikołowie, gdzie założył drukarnię; poza „Katolikiem” wydawał inne pisma, jak tygodnik o charakterze oświatowo-moralistycznym „Monika”. Twórczość publicystyczną i literacką traktował na równi, wiążąc je z konkretną sytuacją na Górnym Śląsku. W roku 1876 uczestniczył w akcjach do parlamentu i kandydował na posła. W 1879 roku założył komitet pomocy dla głodującej ludności Śląska. W roku 1881 ze względu na zły stan zdrowia, kolejny wyrok sądowy oraz szykany władz sprzedał „Katolika” ks. Stanisławowi Radziejewskiemu, a drukarnię przekazał synowi, również Karolowi, który w 1894 roku przekształcił ją w nowoczesny zakład poligraficzny.
Pochowany na Cmentarzu Komunalnym w Cieszynie.

## Twórczość
Twórczość literacka Karola Miarki koncentrowała się na ziemi śląskiej, na podaniach ludowych, historii tego regionu oraz jego folklorze. Wprowadzał do swojego pisarstwa formy ludowe, gawędy i przysłowia. Wydał szereg utworów popularyzujących tematykę historyczną Śląska. Napisał między innymi:
- Góra Klemensowa – powieść opublikowana w „Gwiazdce Cieszyńskiej”[6]
- Szwedzi w Lędzinach – wyd. w Mikołowie, dostępna na stronach Polony w wersji cyfrowej,
- Głos wołającego na puszczy górnośląskiej, czyli o stosunkach ludu polskiego na pruskim Śląsku – 1865, dostępna na stronach Polony w wersji cyfrowej,
- Pruski Górnoślązak i Wielkopolanin – reportaż z podróży po Wielkopolsce pokazujący więzi tego regionu ze Śląskiem.
- Żuawi. pbi.edu.pl. [zarchiwizowane z tego adresu (2013-10-30)]. – wyd. w 1869 w Królewskiej Hucie, dostępna na stronach PBI w wersji cyfrowej,
- Husyci na Górnym Śląsku, czyli Powieść o zamordowaniu kapłana Walentego, założeniu Kościoła Jankowskiego i oblężeniu Żorów w roku 1433 – wydane w 1865 w Poznaniu, dostępna na stronach Polony w wersji cyfrowej,
- Sądy boże (powieść, 1870), 1895.
- Petronela, pustelnica na Górze św. Anny (powieść, 1876–1877),1877.
- Kultura (dramat, „Gwiazdka Cieszyńska” 1864), kolejne wydanie pod tytułem Kulturnik. pbi.edu.pl. [zarchiwizowane z tego adresu (2013-10-30)]. – wydane w Mikołowie w 1895, dostępna na stronach PBI w wersji cyfrowej,
- Bóg widzi (powieść, 1873) – powieść z wątkiem sensacyjnym.

Inne tytuły ustalone za Zofią Kossak:
- Fragmenta z podróży do Gniezna
- Kalwaria
- Życiorys św. Piusa IX
- Żywcem zamurowana
- Przyjaciel górników i robotników
- Odpuść nam
- Masoni, czyli Wolnomularze
- Cudowne objawienie proroctwa i przepowiednie tyczące przyszłości Polski
- Żłóbek
- Kogo wybierać, czyli Pouczenie wyborcze

## Upamiętnienie
- Został patronem wielu szkół w Polsce m.in. Powiatowego Zespołu Szkół Nr 2 w Pszczynie, Szkoły Podstawowej w Przyszowicach, Szkoły Podstawowej nr 30 w Rudzie Śląskiej, I Liceum Ogólnokształcącego w Mikołowie, I Liceum Ogólnokształcącego w Żorach, Szkoły Podstawowej w Ornontowicach, Miejskiej Szkoły Podstawowej nr 2 z Oddziałami Integracyjnymi w Knurowie, Szkoły Podstawowej nr 1 w Rydułtowach, Szkoły Podstawowej z Oddziałami Integracyjnymi nr 1 w Lędzinach, Szkoły Podstawowej nr 21 w Rybniku, Szkoły Podstawowej w Pielgrzymowicach (województwo śląskie) oraz Szkoły Podstawowej w Olzie, Szkoły Podstawowej nr 21 w Katowicach, Szkoły Podstawowej z Oddziałami Dwujęzycznymi nr 10 w Mysłowicach-Brzezince.
- W Zabrzu Karolowi Miarce postawiono pomnik, a jedna z ulic miasta nosi jego imię.
- W Prudniku imieniem Karola Miarki nazwano osiedle domków jednorodzinnych oraz ulicę.
- W Katowicach ustanowiono plac Karola Miarki.
- W Rybniku, Oleśnie, Głuchołazach oraz w Kędzierzynie-Koźlu jedna z ulic nosi jego imię.